# 스페이스 침스
《스페이스 침스》(영어: Space Chimps)는 2008년 개봉된 미국의 애니메이션 영화이다.

## 출연

### 주연
- 앤디 샘버그
- 셰릴 하인즈

### 조연
- 패트릭 워버튼
- 오미드 압타히
- 제프 다니엘스
- 패트릭 브린
- 케넌 톰슨
- 카를로스 엘라즈라퀴
- 크리스틴 체노웨스
- 캐스 소시
- 스탠리 투치
- 제인 린치
- 잭 샤다

## 기타
- 배역: 매튜 존 벡